# Mile Dedaković
 (mars 2021).
Si vous disposez d'ouvrages ou d'articles de référence ou si vous connaissez des sites web de qualité traitant du thème abordé ici, merci de compléter l'article en donnant les références utiles à sa vérifiabilité et en les liant à la section « Notes et références ».
Mile Dedaković "Jastreb" (le faucon), né le 4 juillet 1951, est le commandant des forces croates défendant la ville de Vukovar assiégée par l'Armée yougoslave (JNA) et les paramilitaires serbes.
Ancien officier des forces aeriennes de l'Armée populaire yougoslave et d'origine croate, il a participé à la défense de Vukovar assisté de Branko Borković "Mladi Jastreb" (le jeune faucon) jusqu'à sa chute le 18 novembre 1991.